# HD 114724
HD 114724，又名BD+25 2610，SAO 82708、HR 4984，是一颗恒星，视星等为6.33，位于銀經2.47，銀緯84.52，其B1900.0坐标为赤經13h 7m 19.4s，赤緯+24° 84.52′ 25″。